# Mark Hall North
Mark Hall North is een wijk in Harlow, in het Engelse graafschap Essex. In 2001 telde de wijk 2855 inwoners.